# NGC 1321
NGC 1321 is een spiraalvormig sterrenstelsel in het sterrenbeeld Eridanus. Het hemelobject werd op 20 september 1784 ontdekt door de Duits-Britse astronoom William Herschel.

## Synoniemen
- PGC 12755
- MCG -1-9-35
- MK 608
- KUG 0322-031